# 肖帕鬼螳属
肖帕鬼螳属（学名：Chopardempusa）为椎头螳科的一个属。

## 下属物种
本属包括以下物种：
- 漠视肖氏鬼螳 Chopardempusa Paulian, 1958